# Specie di Epilobium
Elenco delle specie di Epilobium:

## A
- Epilobium × abortivum Hausskn.
- Epilobium adenocaulon Hausskn.
- Epilobium × aggregatum Celak.
- Epilobium aitchisonii P.H.Raven
- Epilobium algidum M.Bieb.
- Epilobium alpestre (Jacq.) Krock.
- Epilobium alsinifolium Vill.
- Epilobium alsinoides A.Cunn.
- Epilobium × amphibolum Hausskn.
- Epilobium amurense Hausskn.
- Epilobium anagallidifolium Lam.
- Epilobium anatolicum Hausskn.
- Epilobium anglicum E.S.Marshall
- Epilobium angustifolium L.

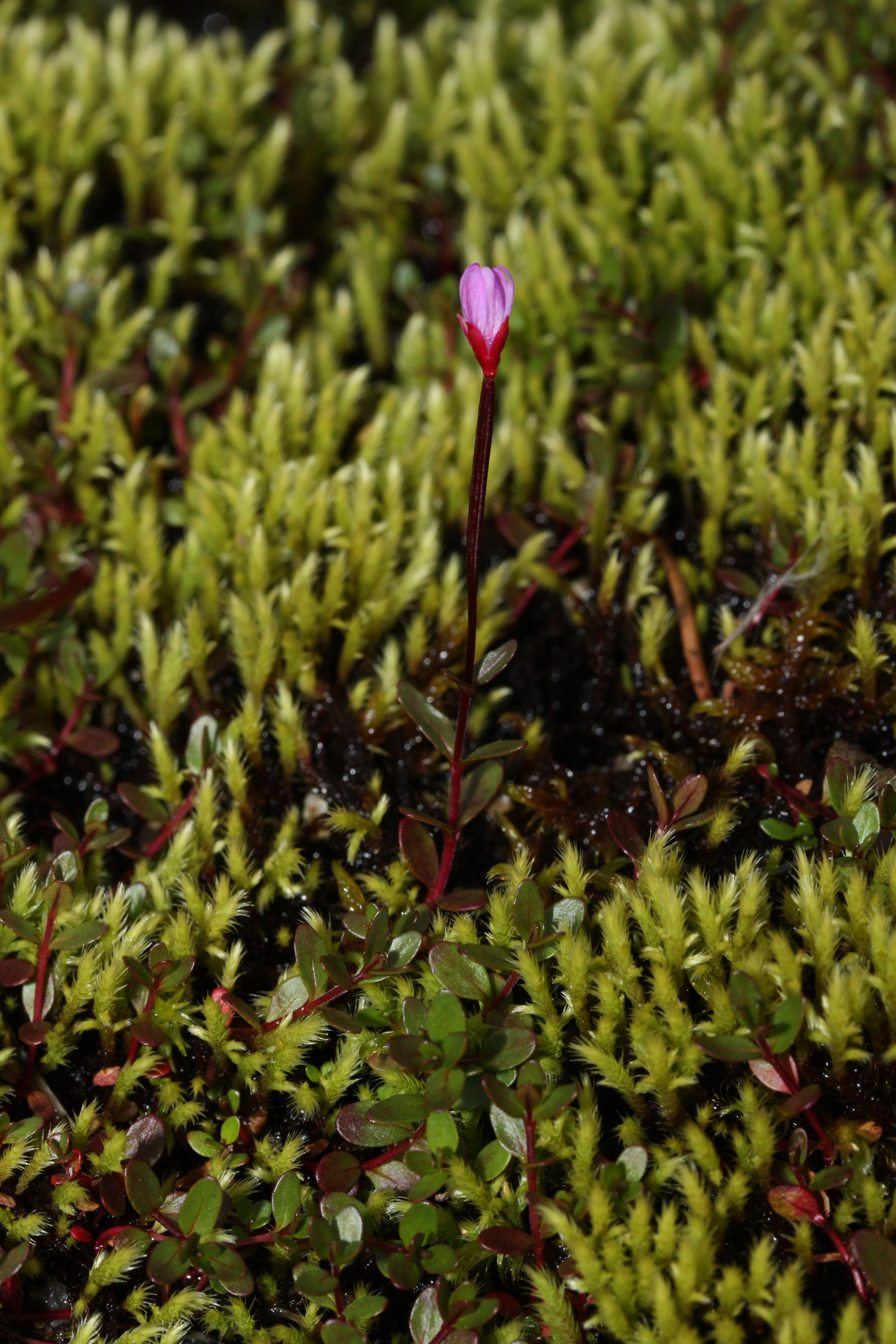
Epilobium anagallidifolium.

- Epilobium angustum (Cheeseman) P.H.Raven & Engelhorn
- Epilobium × argillaceum Kitch.
- Epilobium arvernense Rouy & E.G.Camus
- Epilobium × aschersonianum Hausskn.
- Epilobium astonii (Allan) P.H.Raven & Engelhorn
- Epilobium atlanticum Litard. & Maire
- Epilobium australe Poepp. & Hausskn.

## B
- Epilobium barbeyanum H.Lév.
- Epilobium billardiereanum Ser.
- Epilobium blinii H.Lév.
- Epilobium × boissieri Hausskn.
- Epilobium × borbasianum Hausskn.
- Epilobium × brachiatum Celak.
- Epilobium brachycarpum C.Presl
- Epilobium brevifolium D.Don
- Epilobium brevipes Hook.f.
- Epilobium × brevipilum Hausskn.

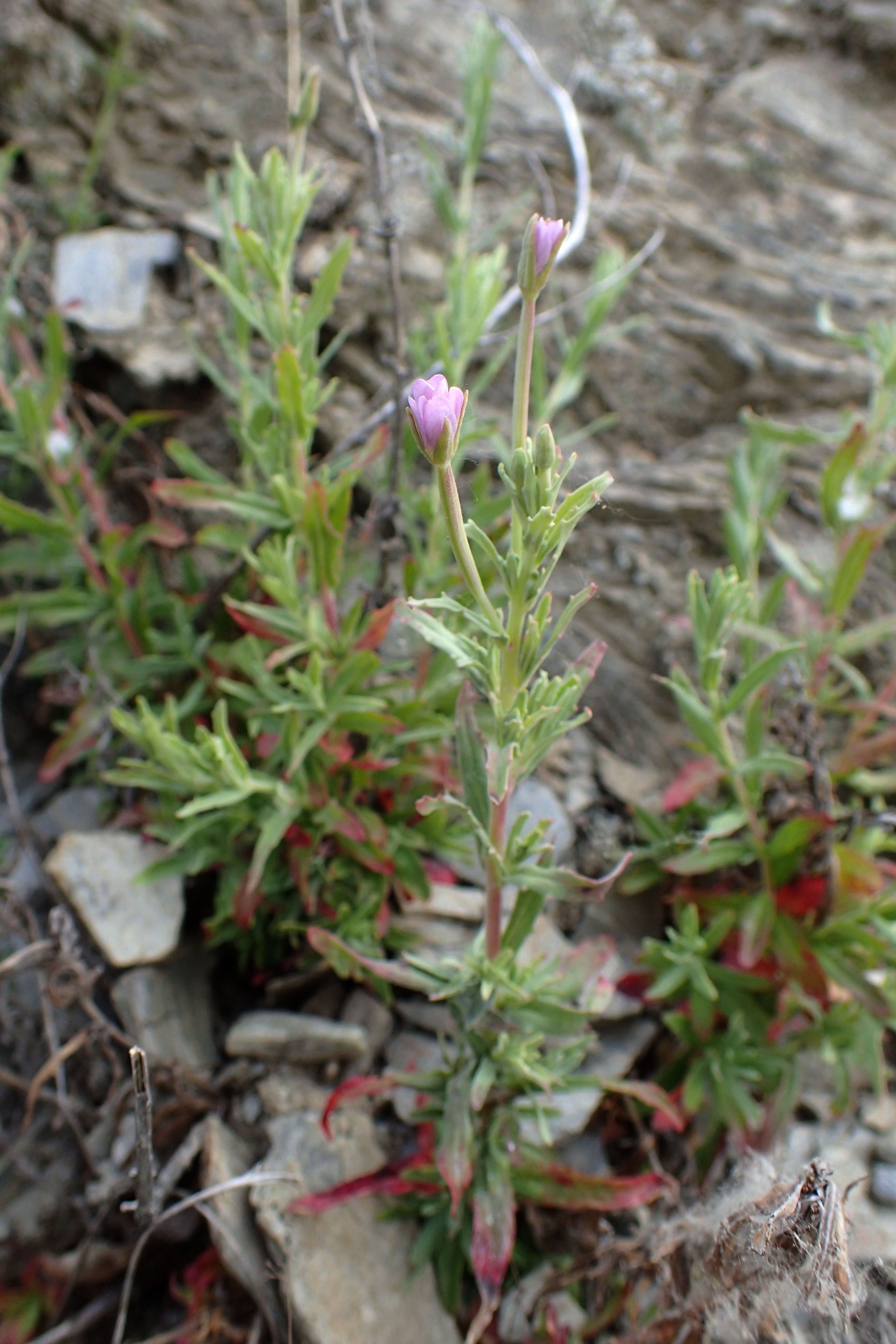
Epilobium billardierianum.

- Epilobium brevisquamatum P.H.Raven
- Epilobium × brunnatum Kitch. & McKean
- Epilobium brunnescens (Cockayne) P.H.Raven & Engelhorn

## C

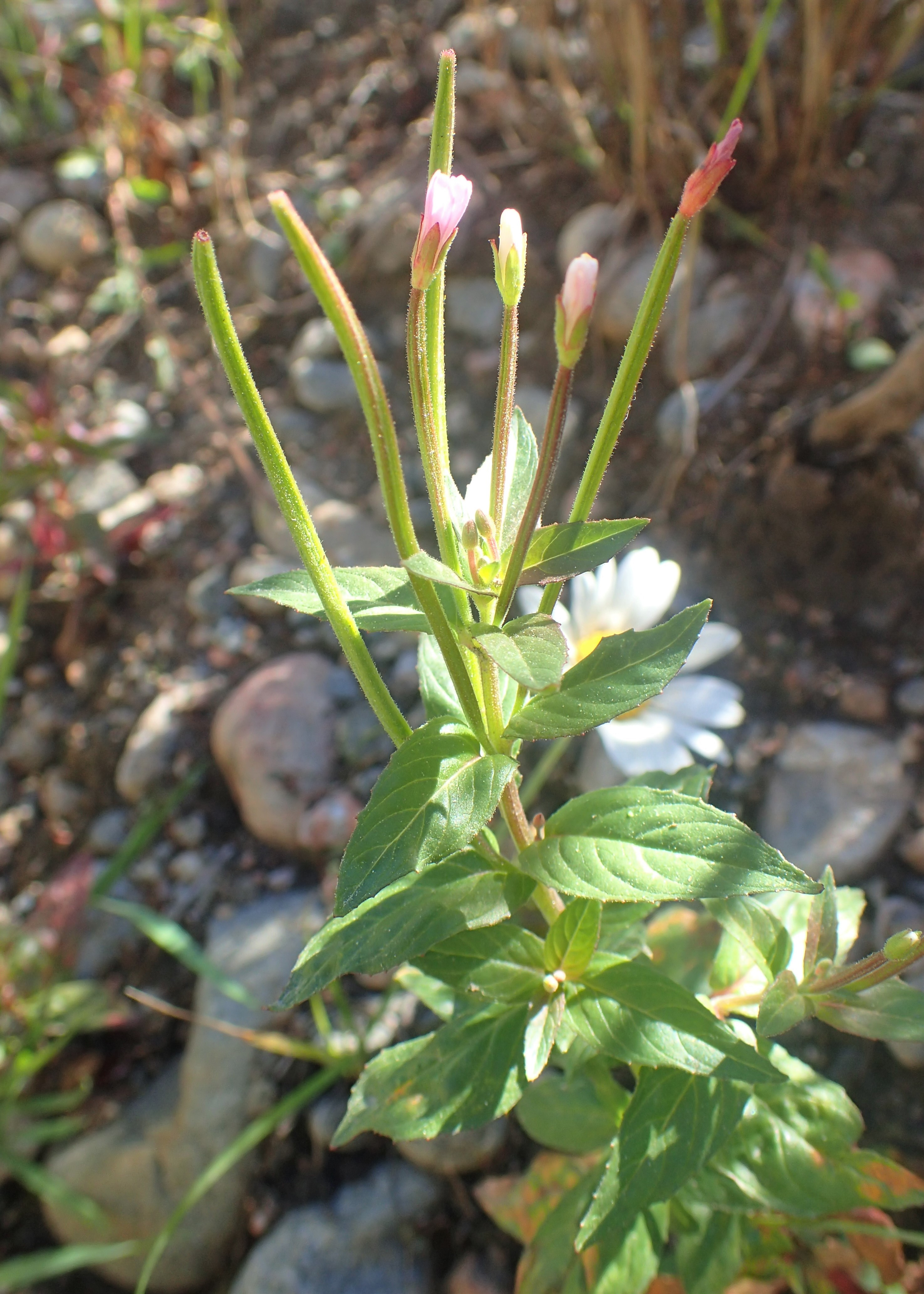
Epilobium ciliatum.

- Epilobium campestre (Jeps.) Hoch & W.L.Wagner
- Epilobium canum (Greene) P.H.Raven
- Epilobium capense Buchinger ex Krauss
- Epilobium × celakovskyanum Hausskn.
- Epilobium × chateri Kitch. & McKean
- Epilobium chionanthum Hausskn.
- Epilobium chitralense P.H.Raven
- Epilobium chlorifolium Hausskn.
- Epilobium ciliatum Raf.
- Epilobium clarkeanum Hausskn.
- Epilobium clavatum Trel.
- Epilobium cleistogamum (Curran) Hoch & P.H.Raven
- Epilobium colchicum Albov
- Epilobium collinum C.C.Gmel.
- Epilobium coloratum Biehler
- Epilobium confertifolium Hook.f.
- Epilobium × confine Hausskn.
- Epilobium × confusilobum Kitch. & McKean
- Epilobium confusum Hausskn.
- Epilobium conjungens Skottsb.
- Epilobium conspersum Hausskn.
- Epilobium × cornubiense Kitch. & McKean
- Epilobium crassum Hook.f.
- Epilobium curtisiae P.H.Raven
- Epilobium cylindricum D.Don

## D
- Epilobium × dacicum Borbás
- Epilobium × dasycarpum Fr.

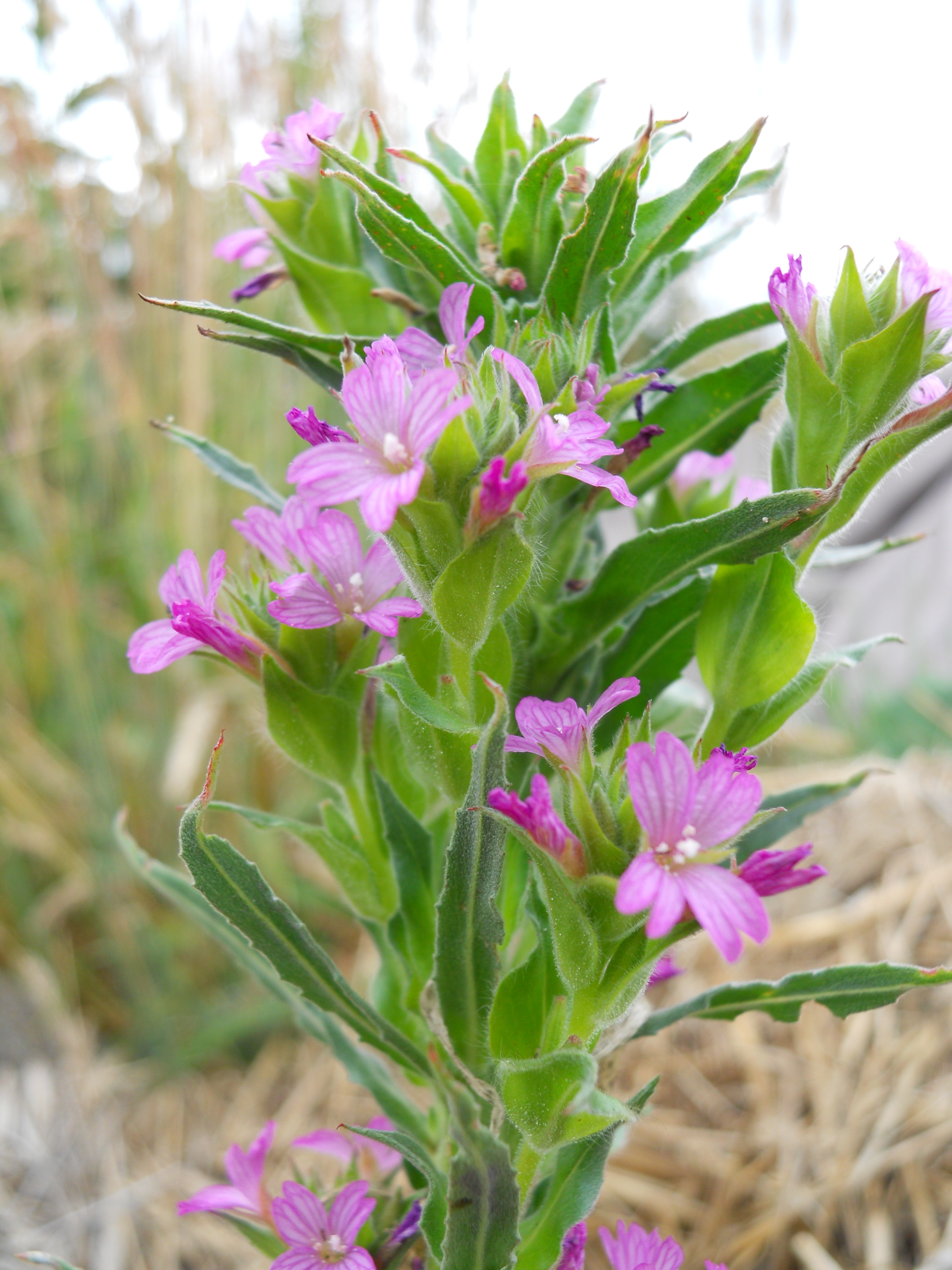
Epilobium densiflorum.

- Epilobium davuricum Fisch. ex Hornem.
- Epilobium × decipiens F.W.Schultz
- Epilobium densiflorum (Lindl.) Hoch & P.H.Raven
- Epilobium densifolium Hausskn.
- Epilobium denticulatum Ruiz & Pav.
- Epilobium detznerianum Schltr. ex Diels
- Epilobium dodonaei Vill.
- Epilobium duriaei J.Gay ex Godr.

## E
- Epilobium × erroneum Hausskn.

## F
- Epilobium × fallacinum Hausskn.

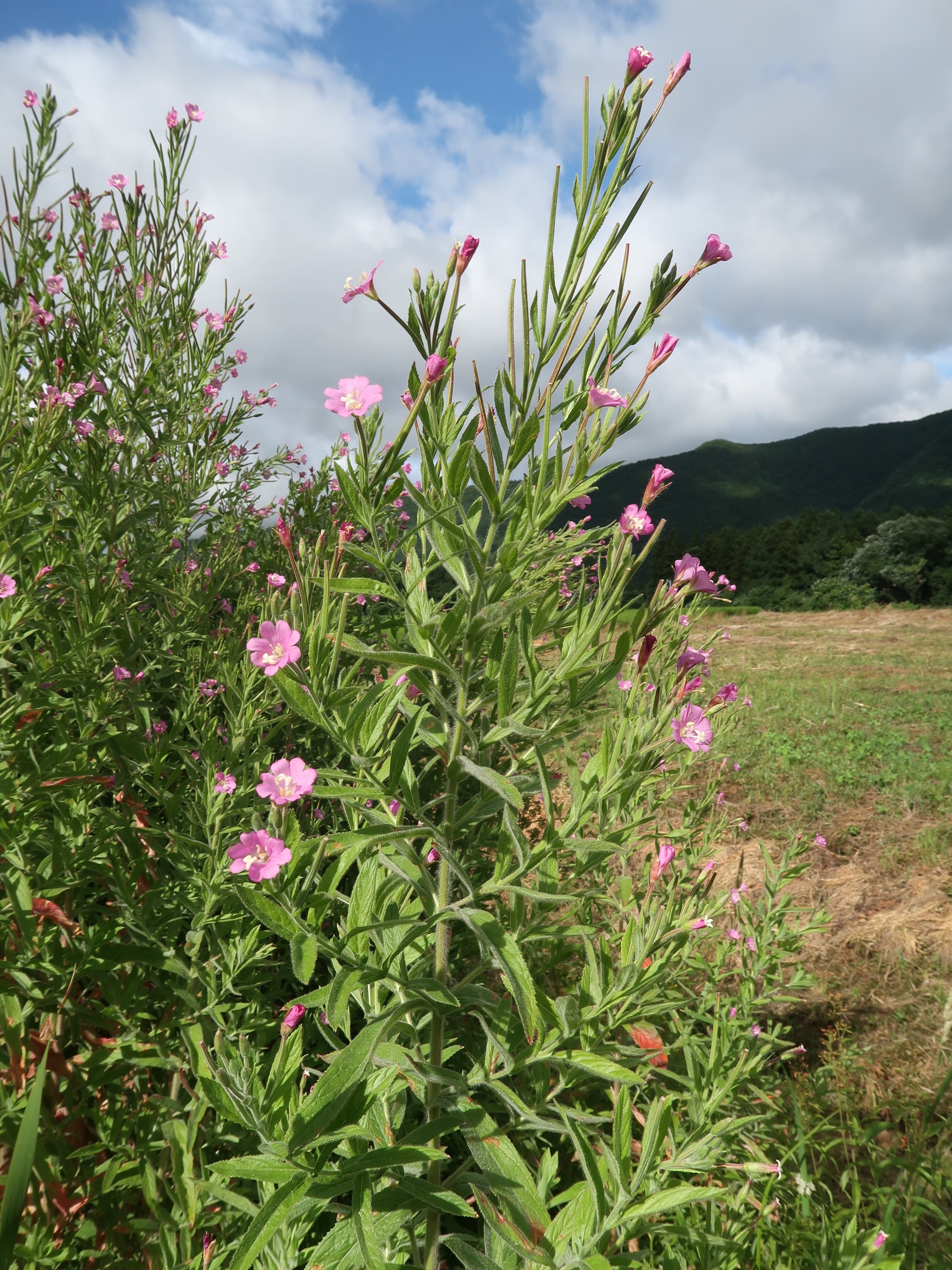
Epilobium fauriei.

- Epilobium fangii C.J.Chen, Hoch & P.H.Raven
- Epilobium fastigiatoramosum Nakai
- Epilobium fauriei H.Lév.
- Epilobium × finitimum Hausskn.
- Epilobium fleischeri Hochst.
- Epilobium × floridulum Smejkal
- Epilobium forbesii Allan
- Epilobium × fossicola Smejkal
- Epilobium fragile Sam.
- Epilobium fugitivum P.H.Raven & Engelhorn

## G
- Epilobium gemmascens C.A.Mey.
- Epilobium × gemmiferum Boreau
- Epilobium × gerstlaueri Rubner
- Epilobium glabellum G.Forst.
- Epilobium glaberrimum Barbey
- Epilobium glaciale P.H.Raven
- Epilobium × glanduligerum K.Knaf
- Epilobium glandulosum Lehm.
- Epilobium glaucum Phil.
- Epilobium × goerzii Rubner
- Epilobium gouldii P.H.Raven
- Epilobium gracilipes Kirk

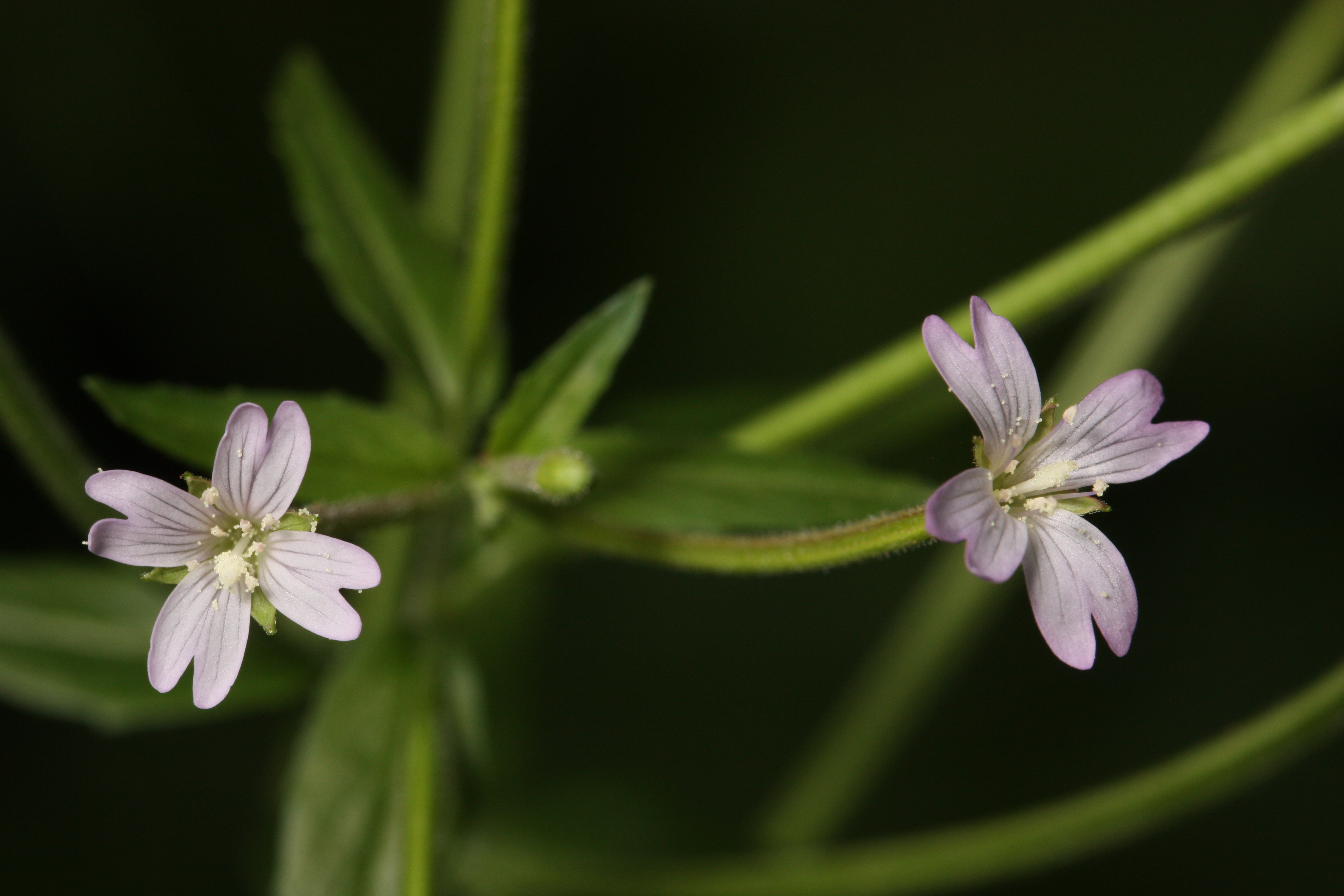
Epilobium glaberrimum.

- Epilobium × grenieri Rouy & E.G.Camus
- Epilobium griffithianum Hausskn.
- Epilobium gunnianum Hausskn.
- Epilobium × gutteanum Gnüchtel

## H
- Epilobium hallianum Hausskn.

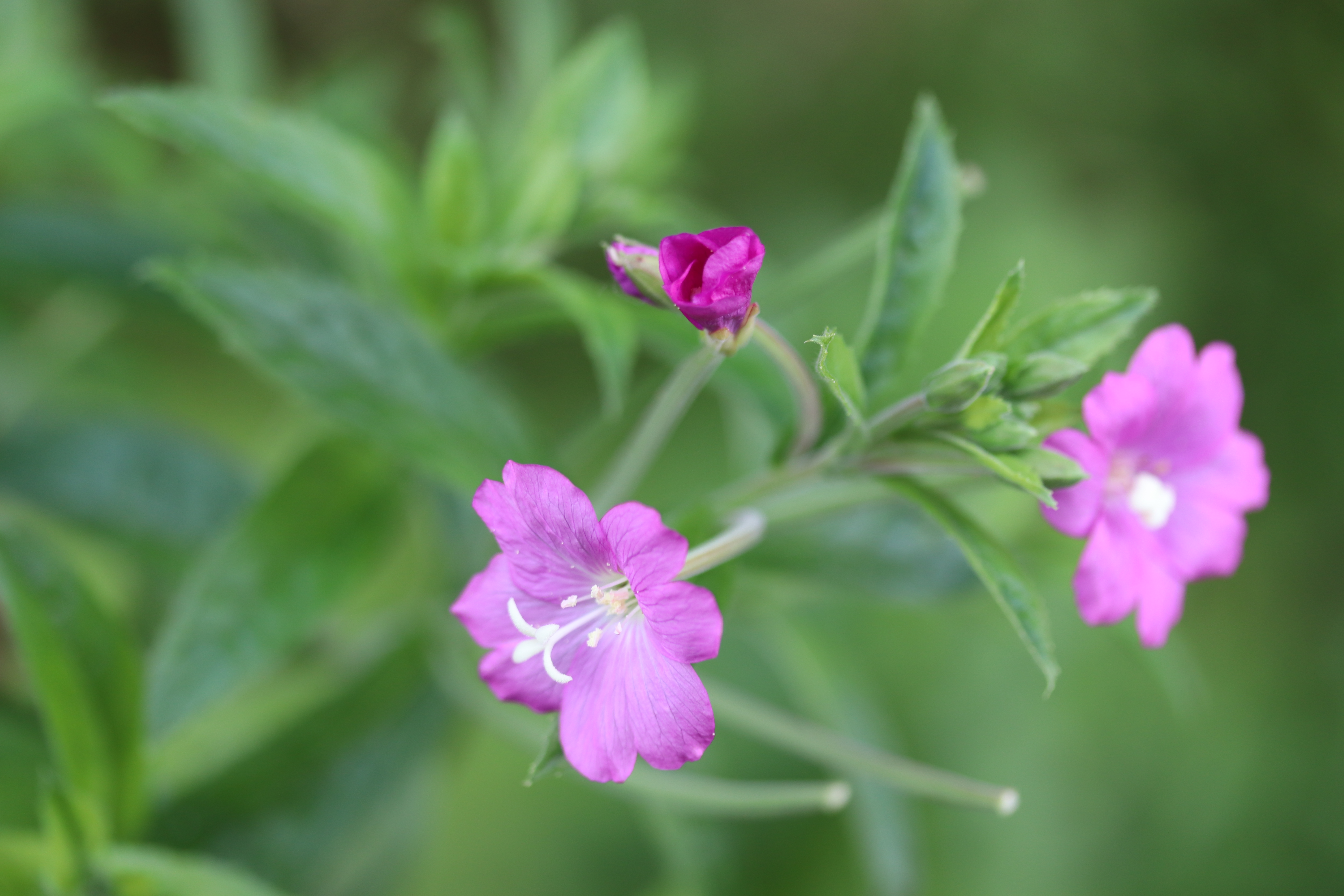
Epilobium hirsutum.

- Epilobium × haussknechtianum Borbás
- Epilobium × haynaldianum Hausskn.
- Epilobium hectori Hausskn.
- Epilobium × hectori-leveilleanum Thell.
- Epilobium × heterocaulon Borbás
- Epilobium hirsutum L.
- Epilobium hirtigerum A.Cunn.
- Epilobium hohuanense S.S.Ying
- Epilobium hooglandii P.H.Raven
- Epilobium hornemannii Rchb.
- Epilobium howellii Hoch
- Epilobium × huteri Borbás ex Hausskn.

## I
- Epilobium indicum Hausskn.
- Epilobium insulare Hausskn.
- Epilobium × interjectum Smejkal
- Epilobium × intersitum Hausskn.

## J
- Epilobium × jinshaense P.H.Raven & H.Li

## K
- Epilobium karsteniae Compton

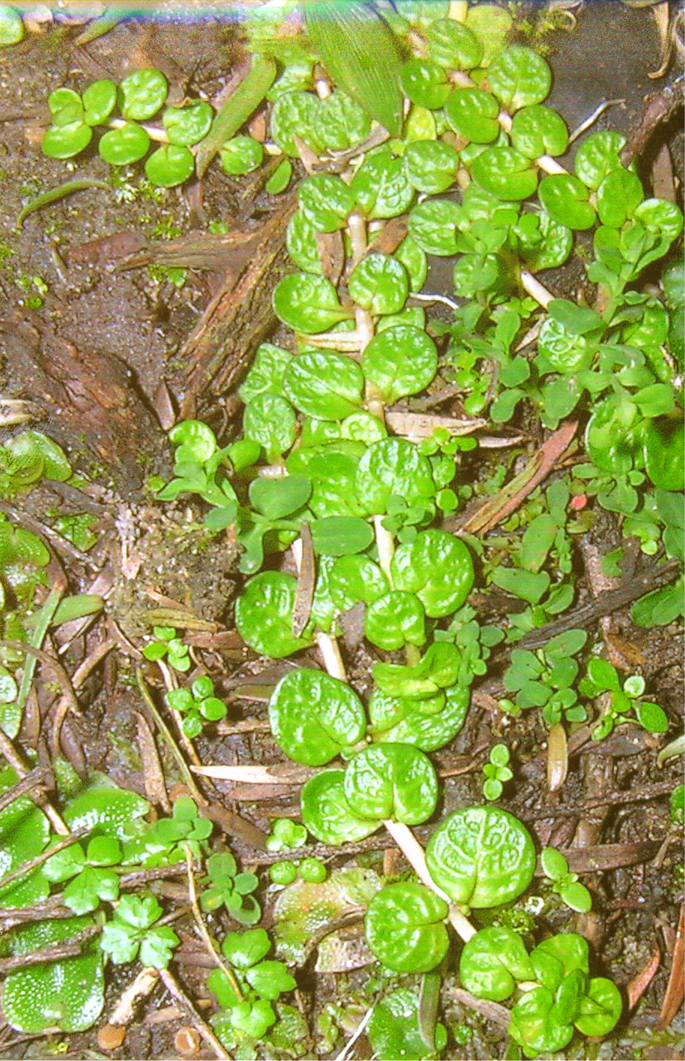
Epilobium komarovianum.

- Epilobium × keredjense Bornm. & Gauba
- Epilobium kermodei P.H.Raven
- Epilobium keysseri Diels
- Epilobium kingdonii P.H.Raven
- Epilobium × kitcheneri McKean
- Epilobium komarovianum H.Lév.
- Epilobium komarovii Ovcz.
- Epilobium korshinskyi Morozova
- Epilobium × krausei R.Uechtr. & Hausskn.

## L
- Epilobium lactiflorum Hausskn.
- Epilobium ladakhianum T.K.Paul
- Epilobium × lamotteanum Hausskn.

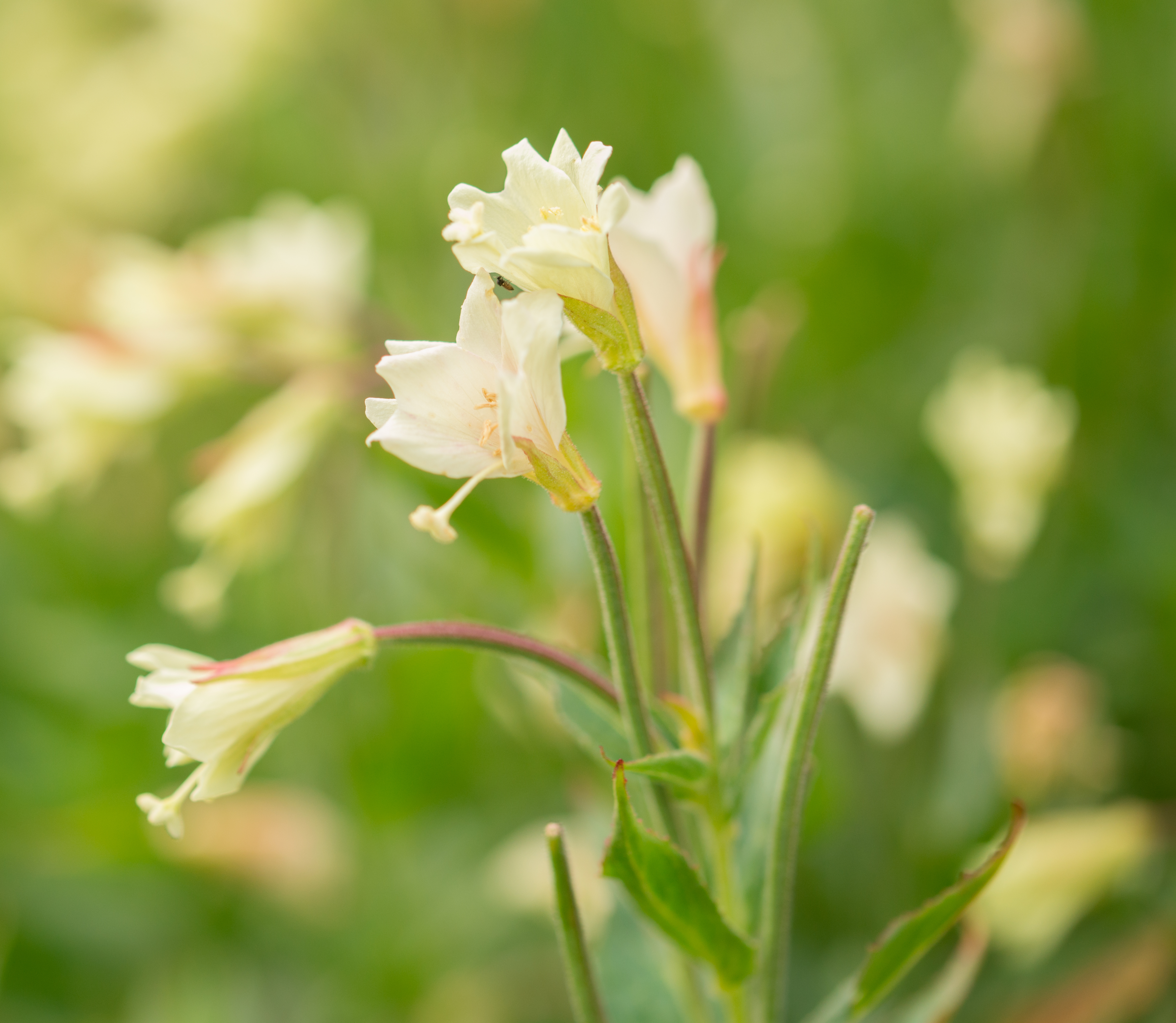
Epilobium luteum.

- Epilobium lanceolatum Sebast. & Mauri
- Epilobium × langeanum Hausskn.
- Epilobium × laschianum Hausskn.
- Epilobium latifolium L.
- Epilobium laxum Royle
- Epilobium leiophyllum Hausskn.
- Epilobium leptocarpum Hausskn.
- Epilobium leptophyllum Raf.
- Epilobium × limosum Schur
- Epilobium lipschitzii Pachom.
- Epilobium × ludmilae Chemeris & A.A.Bobrov
- Epilobium luteum Pursh

## M
- Epilobium macropus Hook.
- Epilobium madrense S.Watson
- Epilobium margaretiae Brockie

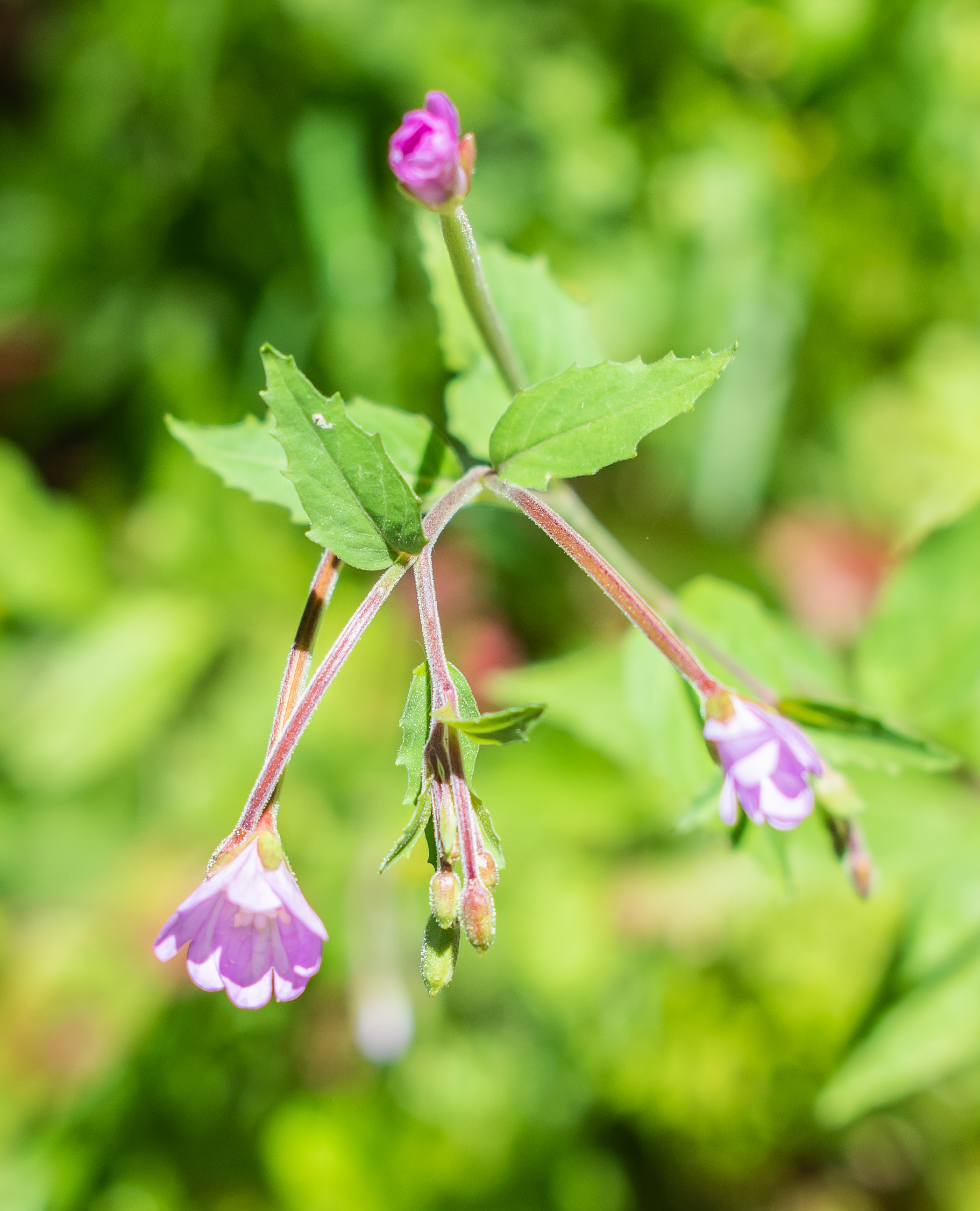
Epilobium montanum.

- Epilobium × marshallianum Hausskn.
- Epilobium matthewsii Petrie
- Epilobium maysillesii Munz
- Epilobium melanocaulon Hook.
- Epilobium × mentiens Smejkal
- Epilobium mexicanum Moc. & Sessé ex DC.
- Epilobium microphyllum A.Rich.
- Epilobium minutiflorum Hausskn.
- Epilobium minutum Lindl. ex Lehm.
- Epilobium mirabile Trel. ex Piper
- Epilobium × montaniforme K.Knaf ex Celak.
- Epilobium montanum L.

## N
- Epilobium nankotaizanense Yamam.
- Epilobium × neogradiense Borbás
- Epilobium nerterioides A.Cunn.
- Epilobium nevadense Munz
- Epilobium nivale Meyen
- Epilobium nivium Brandegee

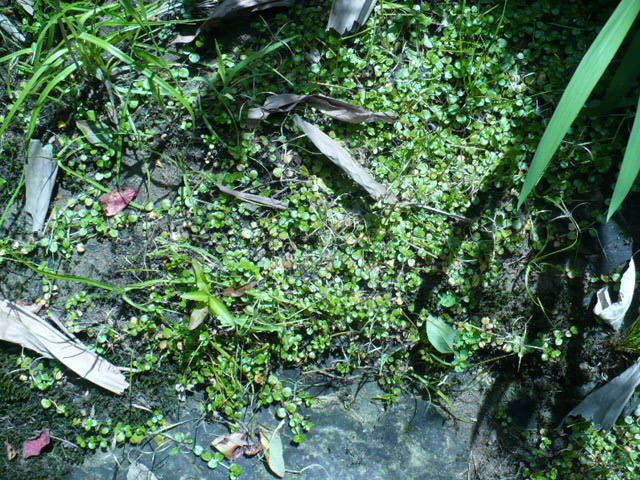
Epilobium nerterioides.

- Epilobium × novae-civitalis Smejkal
- Epilobium nummulariifolium R.Cunn. ex A.Cunn.
- Epilobium nutans F.W.Schmidt
- Epilobium × nutantiflorum Smejkal

## O
- Epilobium obcordatum A.Gray

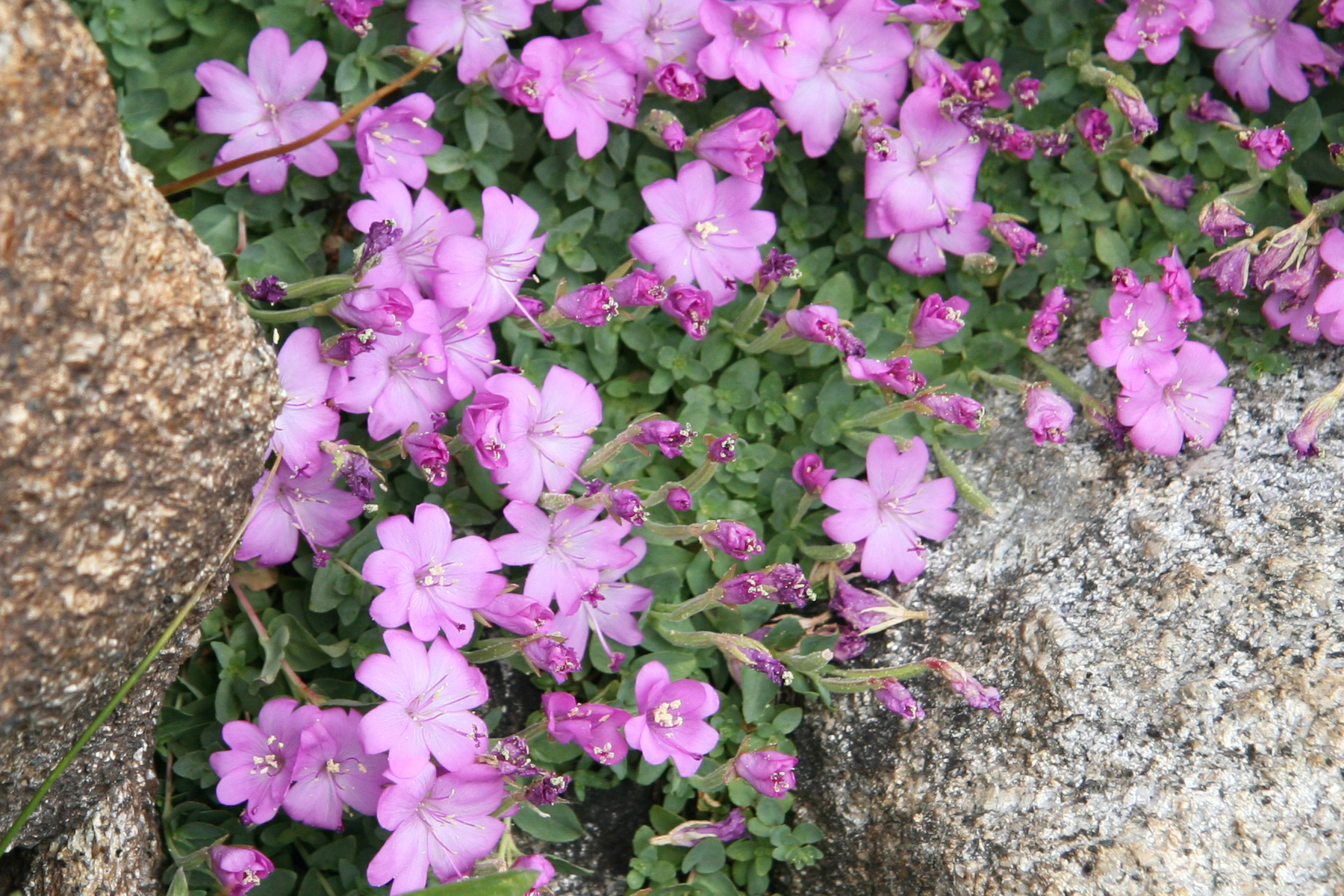
Epilobium obcordatum.

- Epilobium × obscurescens Kitch. & McKean
- Epilobium obscurum Schreb.
- Epilobium oreganum Greene
- Epilobium oregonense Hausskn.

## P
- Epilobium × palatinum F.W.Schultz

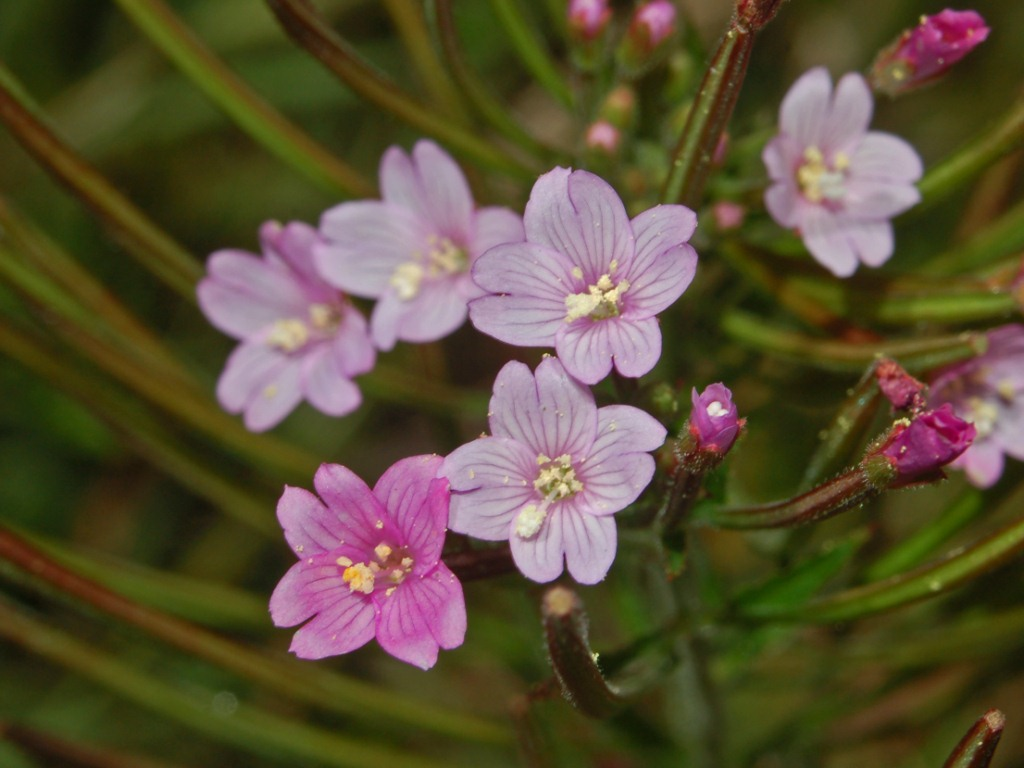
Epilobium parviflorum.

- Epilobium pallidiflorum Sol. ex A.Cunn.
- Epilobium pallidum (Eastw.) Hoch & P.H.Raven
- Epilobium palustre L.
- Epilobium pannosum Hausskn.
- Epilobium parviflorum Schreb.
- Epilobium pedicellare C.Presl
- Epilobium pedunculare A.Cunn.
- Epilobium pengii C.J.Chen, Hoch & P.H.Raven
- Epilobium × percollinum Simonk.
- Epilobium pernitens Cockayne & Allan
- Epilobium perpusillum Hausskn.
- Epilobium × persicinum Rchb.
- Epilobium petraeum Heenan
- Epilobium pictum Petrie
- Epilobium platystigmatosum C.B.Rob.
- Epilobium ponticum Hausskn.
- Epilobium porphyrium G.Simpson
- Epilobium × prionophylloides Hand.-Mazz.
- Epilobium prostratum Warb.
- Epilobium pseudorubescens A.K.Skvortsov
- Epilobium × pseudotrigonum Borbás
- Epilobium psilotum Maire & Sam.
- Epilobium pubens A.Rich.
- Epilobium puberulum Hook. & Arn.
- Epilobium purpuratum Hook.f.
- Epilobium × purpureum Fr.
- Epilobium pycnostachyum Hausskn.
- Epilobium pyrricholophum Franch. & Sav.

## R
- Epilobium rechingeri P.H.Raven
- Epilobium × reedii H.Lév.
- Epilobium rhynchospermum Hausskn.
- Epilobium rigidum Hausskn.
- Epilobium × rivulare Wahlenb.
- Epilobium × rivulicola Hausskn.

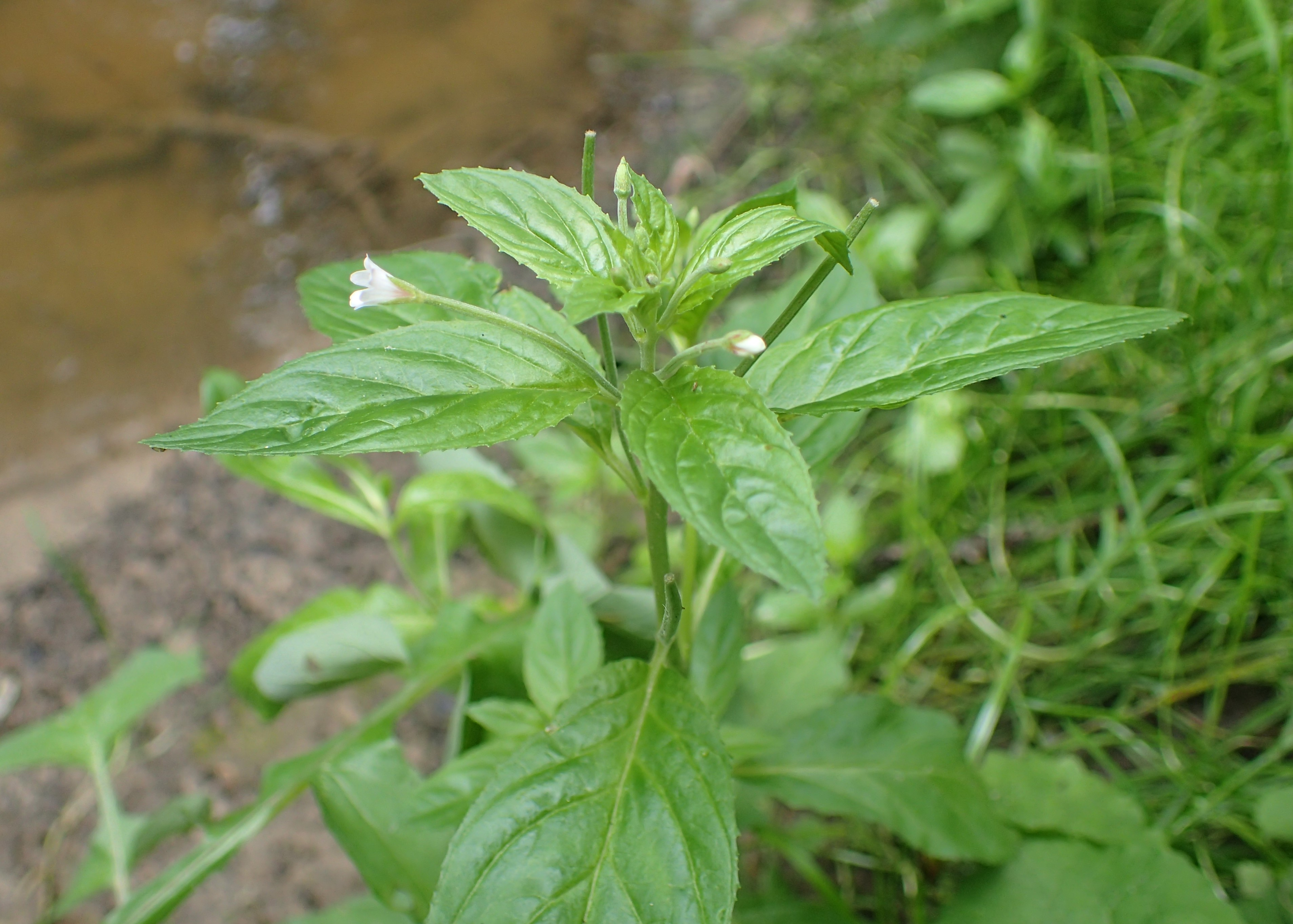
Epilobium roseum.

- Epilobium roseum (Schreb.) Schreb.
- Epilobium rostratum Cheeseman
- Epilobium rotundifolium G.Forst.
- Epilobium royleanum Hausskn.

## S
- Epilobium salignum Hausskn.
- Epilobium sarmentaceum Hausskn.
- Epilobium saximontanum Hausskn.
- Epilobium × schmidtianum Rostk.
- Epilobium × schulzeanum Hausskn.

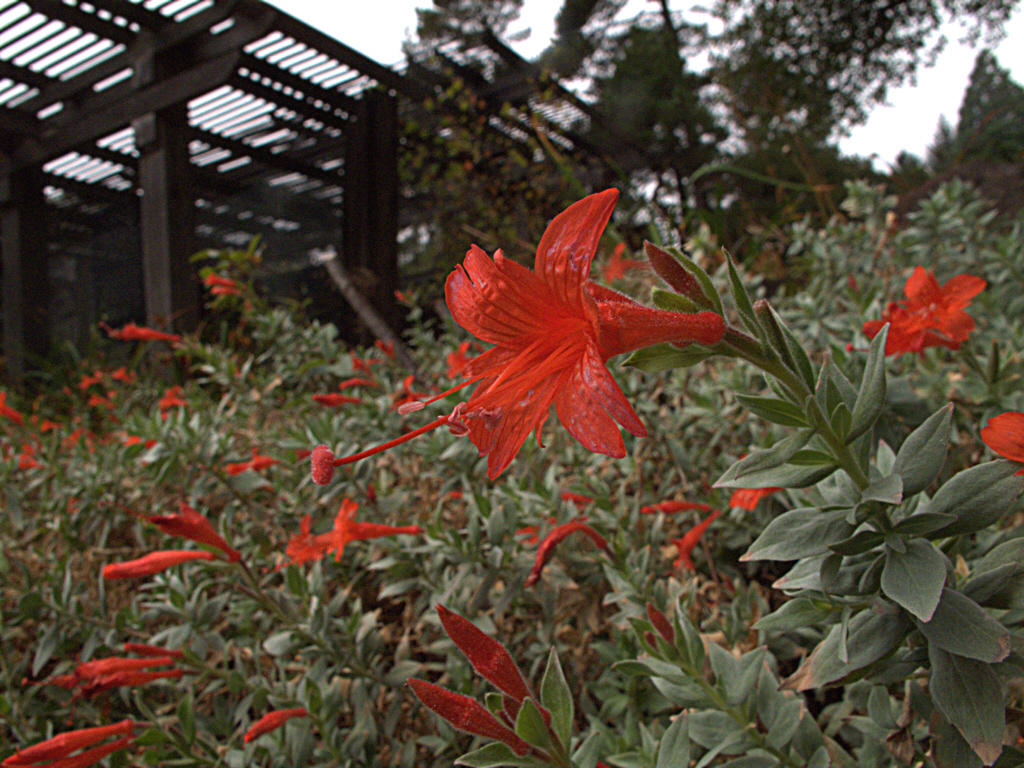
Epilobium septentrionale.

- Epilobium semiamplexicaule H.J.Chowdhery & S.Singh
- Epilobium septentrionale (D.D.Keck) Bowman & Hoch
- Epilobium × sericeum Bernh.
- Epilobium shiroumense Matsum. & Nakai
- Epilobium sikkimense Hausskn.
- Epilobium sinense H.Lév.
- Epilobium siskiyouense (Munz) Hoch & P.H.Raven
- Epilobium speciosum Decne.
- Epilobium spitianum H.J.Chowdhery & Murti
- Epilobium staintonii P.H.Raven
- Epilobium stereophyllum Fresen.
- Epilobium stevenii Boiss.
- Epilobium stracheyanum Hausskn.
- Epilobium strictum Muhl. ex Spreng.
- Epilobium subalgidum Hausskn.
- Epilobium subcoriaceum Hausskn.
- Epilobium subdentatum (Meyen) Lievens & Hoch
- Epilobium suffruticosum Nutt.

## T

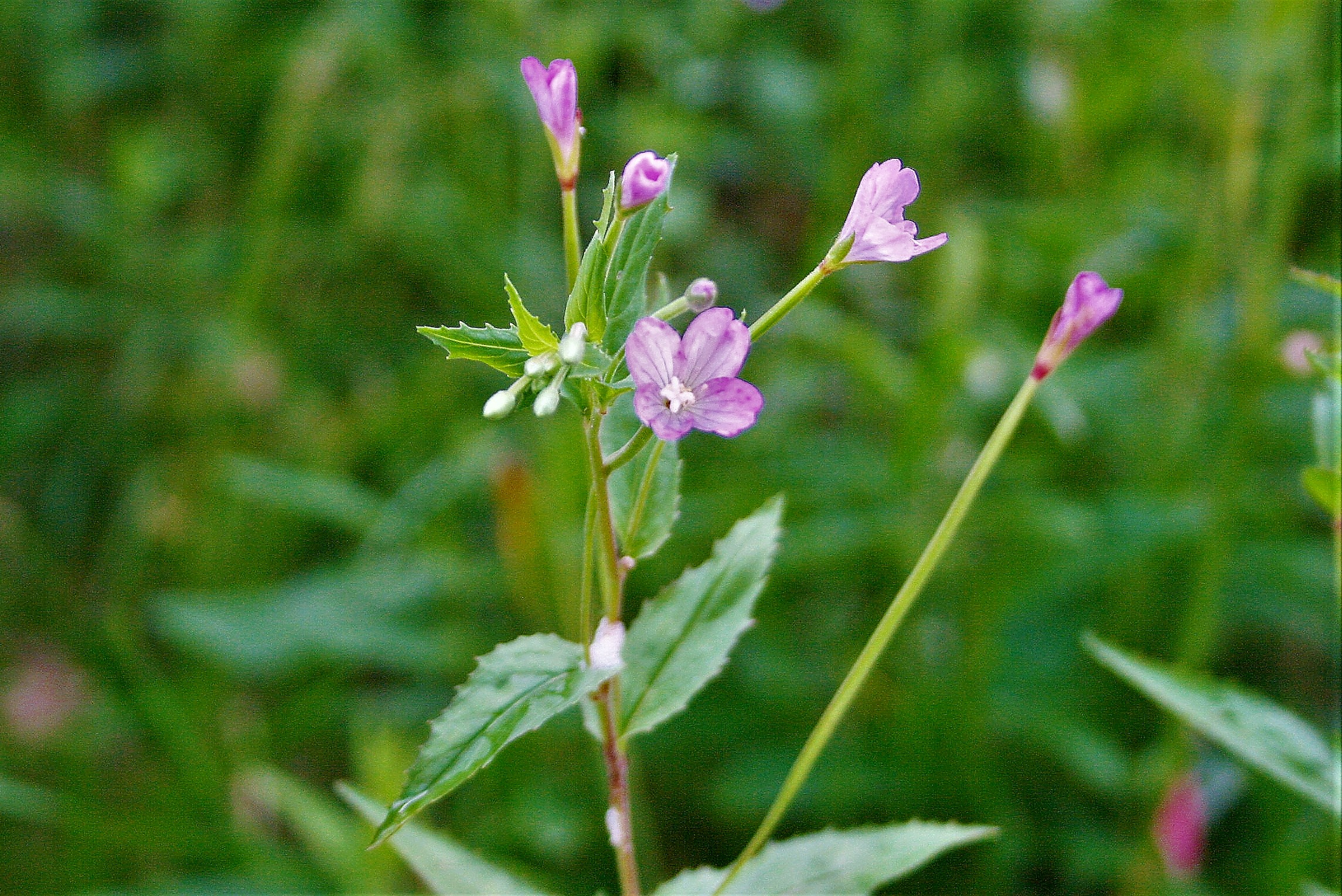
Epilobium tetragonum.

- Epilobium taiwanianum C.J.Chen, Hoch & P.H.Raven
- Epilobium tasmanicum Hausskn.
- Epilobium tetragonum L.
- Epilobium thermophilum Paulsen
- Epilobium × thuringiacum Hausskn.
- Epilobium tianschanicum Pavlov
- Epilobium tibetanum Hausskn.
- Epilobium tonkinense H.Lév.
- Epilobium torreyi (S.Watson) Hoch & P.H.Raven
- Epilobium × treleaseanum H.Lév.
- Epilobium trichophyllum Hausskn.
- Epilobium turkestanicum Pazij & Vved.

## U
- Epilobium × udicola Hausskn.
- Epilobium × uechtritzianum Pax
- Epilobium ulleungensis J.Chung

## V
- Epilobium vernonicum Snogerup
- Epilobium verticillatum W.X.Wang, W.Y.Guo & Y.S.Fu
- Epilobium × vicinum Smejkal

## W
- Epilobium wallichianum Hausskn.
- Epilobium × waterfallii E.S.Marshall
- Epilobium wattianum Hausskn.
- Epilobium williamsii P.H.Raven
- Epilobium willisii P.H.Raven & Engelhorn
- Epilobium wilsonii Petrie
- Epilobium × winkleri A.Kern.
- Epilobium × wisconsinense Ugent